# Halowe Mistrzostwa Świata w Lekkoatletyce 1995 – bieg na 3000 m kobiet
Bieg na 3000 m kobiet – jedna z konkurencji rozgrywanych podczas halowych mistrzostw świata w lekkoatletyce w 1995, zmagania w niej odbyły się 11 marca.
Do konkursu zgłoszonych zostało 14 zawodniczek z 12 państw.
Zawody w tej konkurencji wygrała reprezentantka Rumunii Gabriela Szabó. Drugą pozycję zajęła zawodniczka ze Stanów Zjednoczonych Lynn Jennings, trzecią zaś reprezentująca też Stany Zjednoczone Joan Nesbit.

## Wyniki
| Miejsce | Zawodniczka            | Państwo           | Wynik    | Uwagi |
| ------- | ---------------------- | ----------------- | -------- | ----- |
| 01 !    | Gabriela Szabó         | Rumunia           | 8:54,50  |       |
| 02 !    | Lynn Jennings          | Stany Zjednoczone | 8:55,23  |       |
| 03 !    | Joan Nesbit            | Stany Zjednoczone | 8:56,08  | PB    |
| 4.      | Elisa Rea              | Włochy            | 8:56,21  | PB    |
| 5.      | Lidija Wasilewska      | Rosja             | 8:58,28  | PB    |
| 6.      | Marta Domínguez        | Hiszpania         | 9:01,79  | NR    |
| 7.      | Zahra Ouaziz           | Maroko            | 9:03,84  |       |
| 8.      | Annette Sergent-Palluy | Francja           | 9:04,03  | PB    |
| 9.      | Sinéad Delahunty       | Irlandia          | 9:04,16  |       |
| 10.     | Marina Bastos          | Portugalia        | 9:16,19  |       |
| 11.     | Sandra Córtez          | Boliwia           | 9:47,24  |       |
| 12.     | Marija Konowałowa      | Rosja             | 9:51,61  |       |
| 13.     | Gulsara Dadabayeva     | Tadżykistan       | 10:41,43 |       |
| –       | Kay Gooch              | Nowa Zelandia     | DNS      |       |